# Glenn Langan
Glenn Langan (Denver, 8 de julio de 1917-Camarillo, 26 de enero de 1991) fue un actor estadounidense.

## Biografía
Glenn Langan fue un intérprete de cierta notoriedad durante la década de 1940, tanto en la gran pantalla como en el escenario. Su debut cinematográfico se produjo en 1939, año en el que comenzó a actuar en papeles breves y no acreditados en películas como El regreso del doctor.
En 1942 hizo su debut en Broadway en una reposición de Kiss for Cinderella de J.M. Barrie y ese mismo año reanudó su actividad en Hollywood, interpretando papeles secundarios en varias películas, incluidas las películas de guerra Convoy to the Unknown (1943), The Ship with No Name (1944) y A Bell for Adano (1945).
Fue en la segunda mitad de la década cuando el actor tuvo sus mejores oportunidades. Interpretó el papel del profesor Ralph Fontayne, un profesor de francés, en la comedia Margie (1946), luego apareció en Dragonwyck Castle (1946), como el Dr. Jeff Turner, un joven médico que ayuda a Miranda Wells (Gene Tierney) a escapar. las diabólicas maquinaciones de su loco y despótico marido Nicholas van Ryn (Vincent Price). Al año siguiente interpretó al Capitán Rex Morgan en la aventura de vestuario Amber (1947), y en la película posterior The Snake Pit (1948) volvió a abordar el personaje de un médico, el Doctor Terry, uno de los psiquiatras que se ocupan del tratamiento de enfermedades mentales. enfermedad de Virginia Cunningham (Olivia de Havilland).
Langan también apareció en la comedia Splendid Uncertainty (1947), junto a Cornel Wilde y Maureen O'Hara, en el western Assault (1948), junto a Victor Mature, y en la película de aventuras Extermination on the Great Path (1950), con George Montgomery y Brenda Marshall. También fue el protagonista de la película Complot en San Francisco (1949), una versión moderna de la historia de El Conde de Montecristo, en la que interpretó el papel de Edmund Dantes.
Después de aparecer en la película In Estasi (1949) de Goffredo Alessandrini, Langan experimentó una fase de declive en su carrera cinematográfica. Por ello se dedicó a la pequeña pantalla, en pleno apogeo a principios de los años cincuenta, y comenzó a aparecer en numerosas series de televisión de gran éxito, como las antologías The Ford Television Theatre (1953) y Matinee Theatre (1956), y la ligera series Gianni e Pinotto (1953), Haz espacio para papá (1954) y Carta a Loretta (1955-1960).
En 1957 Langan regresó a la gran pantalla para el papel del teniente coronel Glenn Manning en un clásico de ciencia ficción de la época, Los gigantes invaden la Tierra, de Bert I. Gordon, en la que interpretaba a un oficial estadounidense que, tras participar en unos experimentos atómicos, debido a la radiación sufre un cambio anormal. En los años siguientes, Langan volvió al género de ciencia ficción en dos ocasiones, primero con Motín en el espacio (1965) y luego con Mujeres del planeta prehistórico (1966).
Durante la década de los sesenta el actor abandonó paulatinamente la actuación para dedicarse a los negocios. Apareció nuevamente en algunos episodios de la serie de televisión Hondo (1967), en la que interpretó el papel de Victor Tribolet, luego interpretó al coronel Nathan Dudley en el western Chisum (1970), y cerró su carrera con una aparición no acreditada en la serie de ciencia ficción. Andrómeda (1971), que supuso su definitivo adiós a los escenarios.
Casado desde 1951 con la también actriz Adele Jergens, con quien tuvo un hijo, Tracy, Glenn Langan falleció en Camarillo (California) el 26 de enero de 1991, a la edad de 73 años.